# Université du Maine (États-Unis)
Pour les articles homonymes, voir Université du Maine.
L'université du Maine (en anglais : The University of Maine ou UMaine) est la plus grande université de l'État du Maine aux États-Unis, avec près de 11 000 étudiants. Fondée en 1865, elle est située dans la ville d'Orono. La bibliothèque Raymond H. Fogler est la plus grande de l'Etat du Maine et possède approximativement 3,6 millions d'imprimés (en incluant la documentation officielle).
Dans le domaine sportif, les Black Bears du Maine défendent les couleurs de l'université du Maine.

## Histoire
L’Université du Maine a été instituée en 1862 dans le cadre des Morrill Land-Grant Acts. Inaugurée le 21 septembre 1868 comme Lycée agronomique du Maine, elle prit le nom d'Université du Maine en 1897. Dès 1871, il existait trois cursus : Agronomie, Sciences de l'ingénieur et autres spécialités. L'établissement s'est doté d'une division de recherche en 1887 : la Station d'agronomie et de sylviculture expérimentale du Maine. Puis elle a créé des Collèges de Sciences de la Vie et d’Agronomie, auxquels étaient rattachées l'école de sylviculture, l'école de Développement, une école d'ingénieurs et une école des beaux-arts. Vers la fin du XIXe siècle, l'université a élargi son cursus pour mettre l'accent sur les arts libéraux. 

## Personnalités liées à l'université
- Stephen King, écrivain.
- Nicole Maines, actrice transgenre.
- Edith Marion Patch, entomologiste
- Geraldine Seydoux, biologiste moléculaire.
- Clarence C. Little, président de l'université (1922-?), cancérologue, généticien